# 科查馬爾卡區
10°51′48″S 77°07′45″W / 10.8633°S 77.1291°W
科查馬爾卡區（西班牙語：Distrito de Cochamarca），是秘魯的一個區，位於該國中南部利馬大區的奧永省，始建於1857年1月2日，面積265.6平方公里，海拔高度3,452米，2005年人口1,395，人口密度每平方公里5.3人。